# Aars
Aars eller Års er en tidligere stationsby i Vesthimmerland med 8.708 indbyggere  (2025), beliggende 43 km sydvest for Aalborg, 44 km nord for Viborg, 28 km nordvest for Hobro og 27 km sydøst for Løgstør. Byen hører til Region Nordjylland og er kommunesæde og den største by i Vesthimmerlands Kommune. I 1970-2006 var byen kommunesæde i Aars Kommune.

## Sogn og kirke
Aars hører til Aars Sogn, og Aars Kirke ligger midt i byen. Den er opført i granit i første halvdel af 1200-tallet. Da Aars var blevet stationsby og begyndte at vokse, blev det nødvendigt at udvide kirken i 1921-22, hvor den også blev kalket hvid, som den er nu.
Byen har desuden en evangelisk karismatisk frikirke, stiftet i 1989.

## Seværdigheder
På Søndergade 44 ligger Museumscenter Aars, etableret i 1999 ved sammenlægning af det kulturhistoriske Vesthimmerlands Museum fra 1935 og det kunsthistoriske Himmerlands Kunstmuseum fra 1980. Centeret rummer udstillinger med områdets arkæologiske fund og nutidig kunst og dertil en permanent udstilling om forfatteren Johannes V. Jensen, som tog initiativ til det kulturhistoriske museum allerede i 1920. De nye bygninger fra 1999 er tegnet af arkitekt Jens Bertelsen i samarbejde med Per Kirkeby, som er en af de mange kunstnere, der har sat sit præg på byen med skulpturer og bygningsværker.
Dansk Nutidsmuseum gemmer genstande fra danskernes hverdag i de seneste 100 år. Det blev åbnet i maj 1994 i et nedlagt husmandssted og råder over 1.200 kvadratmeter stor udstilling.
Fem kilometer sydøst for byen ligger den rekonstruerede Borremosefæstning, en tilflugtsborg og senere landsby fra Jernalderen. I Rævemosen, fire kilometer øst for byen, er fundstedet for Gundestrupkarret markeret med en mindesten.

## Faciliteter
- Der er to folkeskoler i Aars, begge med fuld overbygning (0.-9. klassetrin) og cirka 90 ansatte. Aars Skole har cirka 575 elever i 2-3 spor samt 10 specialklasser. Omkring 200 børn går i skolens SFO. Skolen h.[5] Østermarkskolen har 660 elever, for det meste i tre spor. Godt 220 børn går i skolens SFO. Skolen har 83 ansatte.[6]
- Nær ved Østermarkskolen ligger Idrætscenter Østermarken, der benyttes af ni idrætsklubber og har to store haller, springsal, gymnastiksal, brydelokale, to aktivitetsrum, fire mødelokaler, café og foyer med bordtennisbord, playstation og klatrevæg.[7] Byen har også svømmehal og friluftsbad.[8]
- Aars har tre daginsitutioner: Markvænget bygget i 1989 og med plads til 50 børnehavebørn. I 2013 udvidet til en integreret institution med 13 ansatte og plads til 25 vuggestuebørn og 65 børnehavebørn.[9] Mejsevej, med 17 ansatte, er normeret til 65 børn, heraf enkelte under tre år.[10] Bakgården har 48 børnehavebørn og 10 ansatte.[11]
- I 1960 åbnede Vesthimmerlands Gymnasium i Aars som Danmarks første sognekommunale gymnasium. Gymnasiet har senere også fået HF og VUC.[12]
- Vesthimmerlands Musikhus ALFA stod færdigt i 2008 og rummer bl.a. en koncertsal med scene og plads til 420 tilskuere samt undervisningslokaler. Musikhuset ligger ved siden af gymnasiet og er i dagtimerne undervisningssted for gymnasium og HF samt Kulturskolen Vesthimmerland.[13] Huset er hele Vesthimmerlands kulturhus. Navnet ALFA er sammensat af forbogstaverne i kommunens fire hovedbyer: Aalestrup, Løgstør, Farsø og Aars.[14]
- Erhvervsskolerne Aars er Himmerlands største uddannelsescenter med over 1.000 elever på erhvervs- eller gymnasie-ungdomsuddannelser og 200 deltagere på voksen- eller efteruddannelser. Til skolerne hører et skolehjem, som eleverne kan bo på, hvis de har mere end fem kvarters rejse. Skolehjemmet huser mere end 200 elever, hvoraf størstedelen er studerende på entreprenør- og landbrugsmaskinuddannelsen.[15]
- Messecenter Vesthimmerland har et indendørs areal på 9.000 m² med tre messehaller, møde- og konferencerum samt et udendørs areal på 38.000 m².[16]
- Aars Hotel, grundlagt 1897, har 27 værelser og 6 selskabslokaler med plads til i alt 220 personer.[17]
- Aars Teater Bio er en foreningsdrevet biograf med to sale med 104 og 32 stole samt fem kørestolspladser.[18]
- Jutlander Bank har hovedsæde i Aars. Den blev dannet i 2014 ved fusion mellem Sparekassen Hobro og Sparekassen Himmerland, der blev etableret i 1871 og også havde hovedsæde i Aars.
- Aars Avis er udgivet i byen siden 1927 og dækker et stort lokalområde med et ugentligt oplag på mere end 17.000.
- Nær bymidten findes den over 120 år gamle park "Aars Lystanlæg".[19]

## Historie

### Navnet
Navnet "Aars" optræder den 5. maj 1394 i formen Arsoghæreth. Stednavneforskeren Svend Aakjærs vurderede, at navnet stammer fra det oldnorske/oldislandske ord árr eller ármadr, på oldengelsk ar, som på dansk betyder kongens ombudsmand eller jarl. En anden udlægning er, at det kommer af mandsnavnet Aar/Ar eller olddansk ar (tjener). Efterleddet er -høj, mens herred er en administrativ tilføjelse.
Ludvig Holberg lader sin hovedperson Peder Paars i skæmtedigtet af samme navn rejse fra Kalundborg ad søvejen til "Aars", som her naturligvis betyder Aarhus.

### Landsbyen
Aars landsby bestod i 1682 af seks gårde og fire huse med jord og den nærliggende Aars Mølle. Det samlede dyrkede areal udgjorde 238,8 tønder land, skyldsat til 30,99 tønder hartkorn. Dyrkningsformen var græsmarksbrug med tægter.
I 1875 var der 782 beboere i Aars Sogn, og byen blev beskrevet således: "Aars med Kirke, Præstegaard, Skole og Kro med Kjøbmandshandel, Bageri og Maltgjøreri". I 1880 var der en købmand mere og en manufakturhandler.

### Stationsbyen
I 1893 fik byen statsbanestation på Himmerlandsbanerne fra Hobro/Viborg via Aalestrup til Løgstør. I 1899 blev Aars Himmerlands jernbaneknudepunkt, da privatbanen Aars-Nibe-Svenstrup(-Aalborg) fik endestation her og i 1910 blev forlænget fra Aars til Hvalpsund. Den store jernbanelov fra 1918 åbnede mulighed for, at der også skulle være en himmerlandsk tværbane Aars-Arden-Bælum-Øster Hurup, men denne bane blev – som de fleste projekter i denne lov – aldrig realiseret.
I 1901 blev byen beskrevet således: "Aars, ved Landevejen, stor Landsby med Kirke, Præstegd., Skole, Folkehøj- og Landbrugsskole (opr. 1899), Forsamlingshus (opf. 1892), Missionshus (opf. 1897), Lægebolig, Dyrlægebolig, Sparekasse for A.-Havbro S. (opr. 14/12 1871...Antal af Konti 684), Bank for A. og Omegn (opr. 25/5 1899), Andelsmejeri, Mølle, Bryggeri, Maltgøreri, Maskinbyggeri (særlig Landbrugsmaskiner), Maskinsnedkeri, Farveri, Uldstrikkeri, Bagerier, Købmandsforretninger, Haandværkere, m. m., Gæstgiveri, Markedsplads (Marked i Feb., Apr., Sept., Okt. og Nov.), Station paa Hobro-Løgstør Banen og Endepunkt for Svenstrup-Nibe-Aars Banen, Telegraf- og Telefonst. samt Postekspedition (i A. udkommer Aars Adresseavis; ved Byen et lille Anlæg)".
Aalborg-Hvalpsund Jernbane blev nedlagt i 1969. Allerede i 1966 var DSB's persontrafik på Aars Station ophørt. Godstrafikken Viborg-Løgstør fortsatte med ekspeditionssted i Aars, men ophørte i 1999. Stationen er revet ned, sporet blev taget op i 2006, og det tidligere stationsterræn er nu butikstorv. Uden for stationsterrænet er banetracéet bevaret i alle fire retninger og benyttes af Himmerlandsstien til Viborg og Løgstør. Naturstien Nibe-Hvalpsund benytter banetracéet til Nibe, men følger Løgstørvej på de første to kilometer mod Havbro.
- Banestien fra Viborg syd for den tidligere station.
- Løgstørbanens tracé til venstre og banestien til Nibe til højre.
- Hvalpsundbanens tracé fra Nygårdsvej mod vest.

## Kendte personer
- Tordenkalven (1816-1891), en krøbling og vagabond fra Himmerland.
- Børge Johannes Lauritsen (1916-1944), dansk frihedskæmper.
- Jørgen Rydder (1923-1944), dansk frihedskæmper.
- Per Pallesen (1942-), skuespiller og teaterdirektør.
- Niels Holck (1961-), dansker involveret i illegal våbennedkastning i Indien.
- Gert Bo Jacobsen (1961-), dansk professionel bokser og tidligere europa- og verdensmester.
- Helle Kaldal Riisager (1976-), tidligere dansk håndboldspiller.
- Kasper Risgård (1983-), tidligere professionel dansk fodboldspiller.
- Caroline Rask (1994-), kvindelig dansk fodboldlandsholdsspiller.
- Andreas "Xyp9x" Højsleth (1995-) tidligere professionel Counter-Strike: Global Offensive-spiller og nuværende assistenttræner for Counter-Strike 2-holdet MOUZ

## Venskabsbyer
- Skellefteå
- Mo i Rana
- Lapinlahti
- Sigulda

## Galleri
- Aars Skole.
- Idrætscentret.
- Østermarkskolen
- Børneuniverset
- Svømmehallen.
- Gymnasiet/HF/VUC.
- Musikhuset ALFA.
- Troldehøjen DGI Børnehave
- Aars Teater Bio.
- Aars Hotel.
- Aars vandtårn.
- Himmerlandsgade under Kimberfesten 2024.
- Anlægget 2025
- Aars kirke
- Vesthimmerlands Museum